# 황금배나무두더지
황금배나무두더지(Tupaia chrysogaster)는 청서번티기과에 속하는 나무두더지의 일종이다. 믄타와이나무두더지로도 불리며, 인도네시아 믄타와이 제도의 토착종으로 시푸라 섬과 남파가이 섬에서 발견된다. 숲에서 살며, 숲 개발과 벌목으로 인한 서식지 감소때문에 멸종 위협종으로 간주하고 있다.